# Mihălășeni, Botoșani
Mihălășeni là một xã thuộc hạt Botoșani, România. Dân số thời điểm năm 2002 là 2453 người.